# Revival Ministries International
Revival Ministries International (RMI) är en amerikansk kristen missionsorganisation, grundad och ledd av pastorsparet Adonica och Rodney Howard-Browne.
RMI har sitt högkvarter i Tampa i Florida, i anslutning till församlingen The River och bibelskolan River Bible Institute som Howard-Browne grundade 1996 respektive 1997. RMI har också regionala kontor i Howard-Brownes hemland Sydafrika, i Kanada, Australien och Finland.
Howard-Brownes möten innehåller ofta inslag av så kallat "heligt skratt", gråt och fallande. Det har också rapporterats om att mötesdeltagare utstött djurläten, skällt som hundar och rutit som lejon. År 1993 höll man väckelsekampanj i Filadelfiakyrkan i Stockholm. "Stundtals såg det ut som ett slagfält med skrattande och gråtande människor, många av dem liggande på golvet runt om i kyrkan", skrev tidningen Dagen. Howard-Browne ska ha uppmanat publiken att föreställa sig hur det är att vara druckna av en flaska whisky och sedan bete sig så.
RMI har anklagats för bristande öppenhet och transparens när det gäller hur man använder de gåvor man får.